# Boissière (métro de Paris)
Pour les articles homonymes, voir Boissière.
Boissière est une station de la ligne 6 du métro de Paris, située dans le 16e arrondissement de Paris.

## Situation
La station est implantée sous l'avenue Kléber, au nord de l'intersection avec la rue Boissière, soit à hauteur de l'amorce de la rue Galilée. Approximativement orientée selon un axe nord-sud, elle s'intercale entre les stations Kléber et Trocadéro.

## Histoire
La station est ouverte le 2 octobre 1900 sur un embranchement de la ligne 1 entre Étoile (aujourd'hui Charles de Gaulle - Étoile) et Trocadéro, lequel devient le premier tronçon de la ligne 2 Sud le 5 novembre 1903 lors de la mise en service de son premier prolongement jusqu'à Passy. Le 17 octobre 1907, la ligne 2 Sud est absorbée par la ligne 5 qui effectue alors le trajet Étoile - Lancry (actuelle Jacques Bonsergent).
Du 17 mai au 6 décembre 1931, le tronçon entre Place d'Italie et Étoile de la ligne 5 est intégré temporairement à la ligne 6, qui relie alors Étoile à Nation. La section absorbée lui est définitivement cédée le 6 octobre 1942.
Dans le cadre du programme « Renouveau du métro », les couloirs de la station et l'éclairage des quais ont été rénovés le 27 février 2003.
Elle doit sa dénomination à sa proximité avec la rue Boissière, laquelle tire son nom de son voisinage avec l'ancienne Croix Boissière, une croix ornée de buis les jours de fête, comme le dimanche des Rameaux.

### Fréquentation
Nombre de voyageurs entrés à cette  station :
| Année                      | 2013      | 2014      | 2015      | 2016      | 2017      | 2018      | 2019      | 2020    | 2021      |
| -------------------------- | --------- | --------- | --------- | --------- | --------- | --------- | --------- | ------- | --------- |
| Nombre de voyageurs par an | 2 150 445 | 1 984 327 | 2 069 921 | 2 070 907 | 2 141 539 | 2 180 159 | 1 919 511 | 925 034 | 1 224 181 |
| Rang                       | 240e      | 252e      | 244e      | 249e      | 244e      | 244e      | 250e      | 249e    | 259e      |
| Nombre de stations         | 302       | 302       | 302       | 302       | 302       | 302       | 302       | 304     | 304       |

### Accès

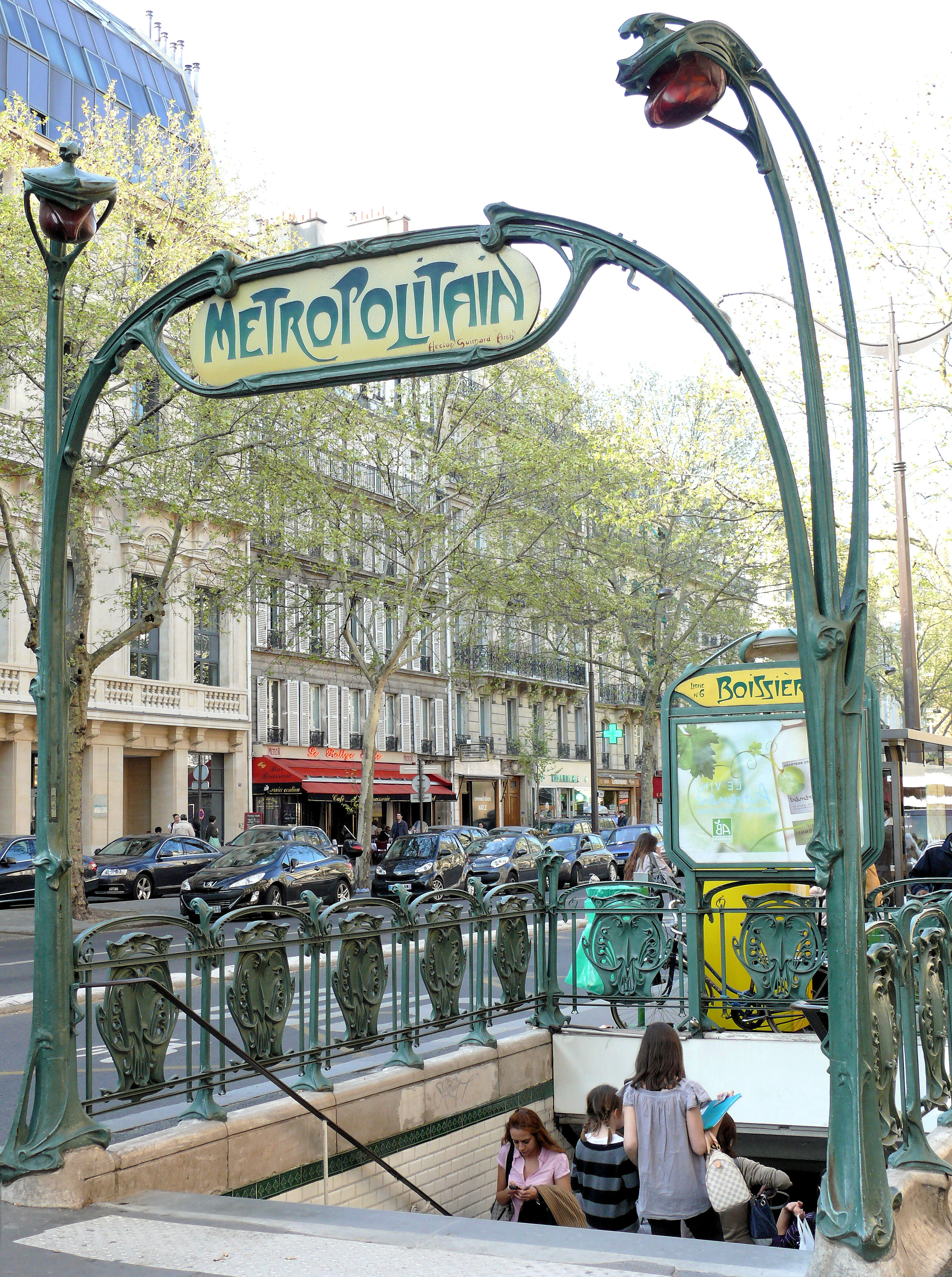
Édicule Guimard de l'accès.

La station dispose d'un unique accès intitulé « avenue Kléber », débouchant au droit du no 57 de cette avenue. Constitué d'un escalier fixe, il est orné d'un édicule Guimard, lequel fait l'objet d'une inscription au titre des monuments historiques par l'arrêté du 12 février 2016.

### Quais

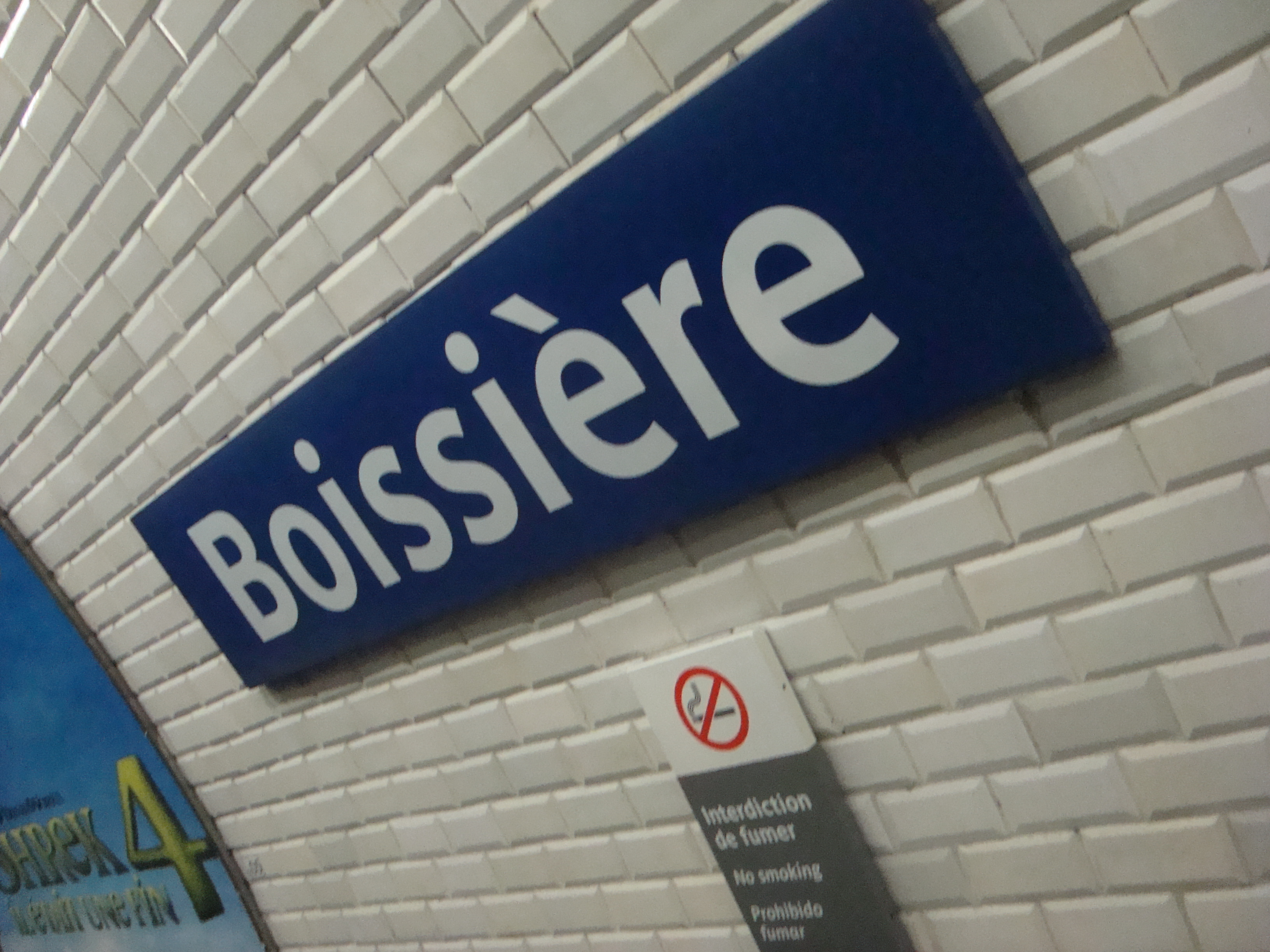
Plaque de la station.

Boissière est une station de configuration standard : elle possède deux quais séparés par les voies du métro et la voûte est elliptique. La décoration est du style utilisé pour la majorité des stations du métro : les bandeaux lumineux sont blancs et arrondis dans le style « Gaudin » du renouveau du métro des années 2000, et les carreaux en céramique blancs biseautés recouvrent les piédroits, les tympans et les débouchés des couloirs. La voûte est peinte en blanc. Les cadres publicitaires sont métalliques et le nom de la station est inscrit en police de caractères Parisine sur plaques émaillées. Les sièges sont de style « Motte » de couleur verte.

### Intermodalité
La station est desservie par les lignes 22, 30 et 82 du réseau de bus RATP et, la nuit, par la ligne N53 du réseau Noctilien.

## À proximité
- Square Thomas-Jefferson

## Dans la culture populaire
La station apparaît dans le clip de Suprême NTM That's My People (1998).